# Criseida

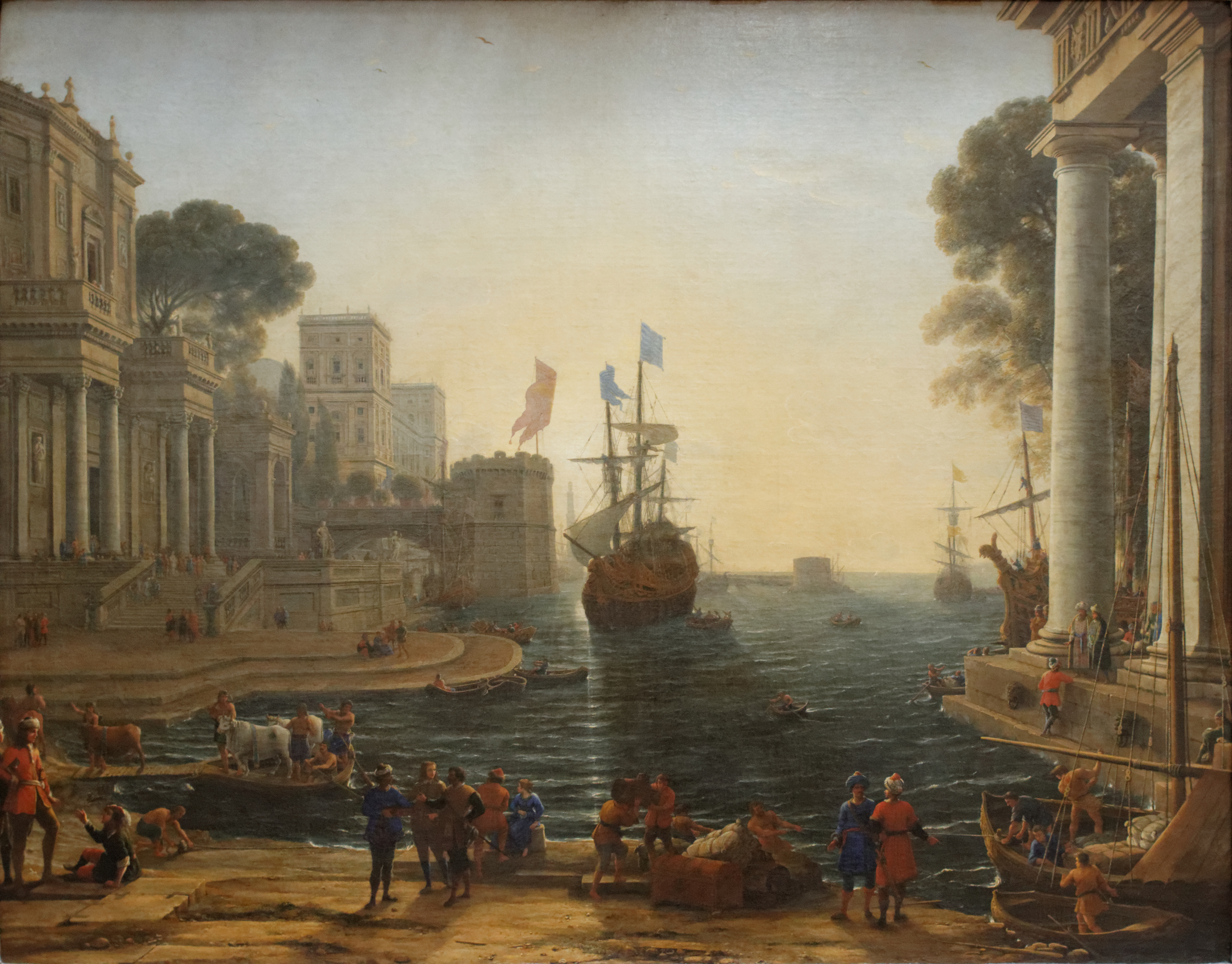
Óleo sobre lienzo de Claudio de Lorena: Criseida es devuelta a su padre por Ulises (Ulysse ramène Chryséis à son père, 1644).

En la mitología griega, Criseida o Criseis (en griego, Χρύσηίς: Khrysēís) es un personaje de la Guerra de Troya. Era hija de Crises, el cual era sacerdote de Apolo en la ciudad misia de Crise (hoy, Gülpınar), en la Tróade (que es aproximadamente la parte asiática de la actual provincia de Çanakkale).
En el primer libro de la Ilíada se narra cómo los griegos saquearon el lugar y  la enviaron como regalo a Agamenón; este la hizo su concubina, declaró que la prefería a su mujer Clitemnestra y se negó a devolverla a su padre, a pesar del gran rescate ofrecido por este. Crises imploró ayuda entonces a Apolo, quien envió la peste a los ejércitos griegos. Al cabo de nueve días, y gracias a la presión de Aquiles y otros héroes aqueos, Agamenón consintió en devolver a Criseida a su padre y ofrecer una hecatombe a Apolo para aplacar su ira y detener la plaga. Pero en compensación tomó a Briseida, que estaba en posesión de Aquiles, provocando que montase en cólera y se retirase del combate, al que no volvería hasta la muerte de su compañero Patroclo a manos de Héctor.
Una leyenda griega posterior, recogida en las Fábulas de Higino, afirma que Criseida tuvo un hijo con Agamenón.